# Ренегат
Ренега́т (лат. renegatus от renego «отрекаюсь») — лицо, перешедшее из одного вероисповедания в другое, в переносном смысле — человек, изменивший своим убеждениям и перешедший в лагерь противников, отступник, изменник. В Европе Средних веков и Нового времени термин означал христианина, перешедшего на сторону мусульман (арабов, турок) и принявшего ислам.

## Ренегаты в Османской империи
В государственном аппарате и армии Османской империи христиане-ренегаты были массовым явлением. Это были как христиане из завоёванных турками земель (греки, сербы, албанцы, болгары, грузины, армяне), так и многочисленные авантюристы из Западной Европы (итальянцы, французы, немцы, голландцы), стремившиеся сделать карьеру при султанском дворе или (как в случае с голландскими корсарами) просто беспрепятственно грабить европейские суда, базируясь в портах Варварского берега. Роль ренегатов в расцвете XV—XVI веков и последующем упадке Османской империи оценивается историками как крайне противоречивая. С одной стороны, несомненен их вклад в развитие турецкой государственности в период османской экспансии:

Как ни странным может показаться с первого взгляда, однако же не подлежит ни малейшему сомнению тот факт, что величие Оттоманской империи, блеск её в лучшую пору её существования до известной степени созданы руками христиан. Было немало искателей приключений из христиан, которые поступали в войско турок и принимали участие в их походах; особенно важные услуги они оказывали туркам в тех отраслях военного и морского дела, в которых сами турки не обладали достаточной опытностью и знанием; они заведовали артиллерией, флотом, работали в арсеналах и на корабельных верфях… Все важнейшие административные должности были в руках христианских ренегатов… Должность великого визиря была как бы привилегией христианских ренегатов и не вручалась лицам турецкого происхождения… Систематическое покровительство ренегатам из христиан, обычай раздавать им лучшие и доходнейшие места принесли несомненную пользу империи.
— Н. А. Скабалланович
С другой стороны, отмечается их абсолютная беспринципность, потребительское отношение к новой родине, лицемерность обращения в ислам, приведшие, в конечном счёте, к размыванию национальной идентичности османского этноса:

Упадок Высокой Порты в XVII в. привлёк внимание турецких писателей-современников. По их мнению, причиной упадка были «аджемогланы», то есть дети ренегатов, причём искренность неофитов не подвергалась сомнению. Некоторые ренегаты были энергичными и полезными людьми…, но большинство из них искали тёплого местечка и добывали синекуры через гаремы визирей, наполненные польками, хорватками, итальянками, гречанками и т. п. Эти проходимцы, не имея ni foi ni loi, разрушали османский этнос, и настоящие османы уже в XVIII в. были сведены на положение этноса, угнетённого в своей собственной стране. Прилив инородцев калечил стереотип поведения, что сказалось на продажности визирей, подкупности судей, падении боеспособности войска и развале экономики. К началу XIX в. Турция стала «больным человеком».
— Л. Н. Гумилёв

## Известные ренегаты[5][6]
- Кассий (Бану Каси)
- Лев Триполийский
- Кёсе Михаль
- Арудж Барбаросса
- Хайр-ад-Дин Барбаросса
- Улуч Али
- Гассан Венецианец[фр.]
- Али Бичин-паша[англ.]
- Джафар-паша[фр.]
- Дали Мами[фр.]
- Мурат-реис младший
- Юсуф-реис
- Симон Танцор[нидерл.]
- Сулейман-реис
- Бонневаль, Клод Александр де
- Чайковский, Михаил Станиславович
- Бем, Юзеф Захариаш
- Лютфи-паша, Омер
- Лангевич, Мариан
- Урбен, Исмаэль
- Мурад, Лейла

## Ренегаты в художественной литературе
В произведении Н. В. Гоголя «Тарас Бульба» один из героев, Мосий Шило, когда был схвачен вместе с другими казаками у Трапезунда, "истоптал ногами святой закон, скверною чалмою обвил грешную голову, вошел в доверенность к паше, стал ключником на корабле".